# 大葉子

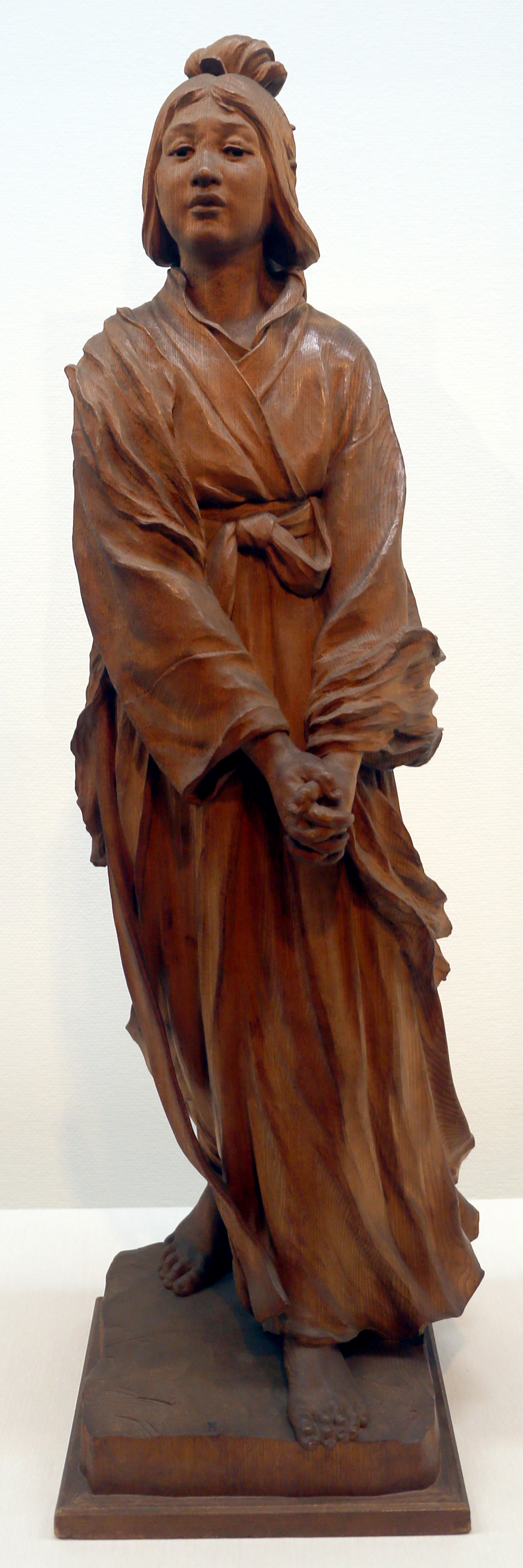
山崎朝雲作「大葉子」、1908年（明治41年）第2回文部省美術展覧会3等賞、東京国立近代美術館所蔵

大葉子（おおばこ、生没年不詳）は、上代日本の女性。調伊企儺（つきのいきな）の妻。

## 経歴
調伊企儺は、難波の人。応神天皇の代に弩理使主という者が百済から帰化し、その曾孫弥和は顕宗天皇の代に姓 調首を賜わった。
伊企儺は、その子孫で、号して調吉士。欽明天皇の代に新羅がまた背き、任那を亡ぼしたので、朝廷は紀男麻呂を将として問罪の師をおこし、伊企儺はこれの副将であった。妻大葉子とともに軍に従い、敗れて、虜となった。
新羅の人が刀を抜いて彼に迫り、その褌を脱がせ、臀をあらわにさせ、日本のほうへ向けさせて、
| 「 | 日本の将、わが臗脽（尻の意）を噉（くら）へ | 」 |

と叫ばせようとし、しかし伊企儺は、
| 「 | 新羅王、わが臗脽を噉へ | 」 |

と叫び、殺された。その子である舅子は父 伊企儺の屍を抱いて死んだ。
大葉子は虜であったが、歌って
| 「 | からくにの きのへにたちて おほばこは ひれふらすも やまとへむきて（韓国の城の上に立ちて大葉子は 領巾振らすも大和へ向きて） | 」 |

と。聞く者はみなこれを哀れんだ。領巾（ひれ）は古代の女性が肩にかけていた長い布で、領巾を振る動作は別れを惜しむ意味。
初出は日本書紀（720）欽明二三年七月（寛文版訓）